# Division II i ishockey 1963-64
Division II i ishockey 1963-64 var turneringen for mandlige ishockeyhold i den næstbedste række i det svenske ligasystem. Turneringen havde deltagelse af 80 hold, der spillede om fire oprykningspladser til Division I, og om at undgå 19 nedrykningspladser til Division III.
Holdene var inddelt i fire regioner, nord, øst, vest og syd, med 20 hold i hver region. I alle fire regioner var holdene inddelt i to puljer med 10 hold, og i hver pulje spillede holdene en dobbeltturnering alle-mod-alle. De otte puljevindere gik videre til oprykningsspillet til Division I, og de to eller tre dårligste hold i hver pulje blev rykket ned i Division III. I oprykningsspillet blev de otte puljevindere blev inddelt i to nye puljer med fire hold i hver, som begge spillede en dobbeltturnering alle-mod-alle. I hver af de to puljer var der to oprykningspladser til Division I på spil.
De fire oprykningspladser blev besat af:
- IFK Umeå, der vandt Division II Nord B, og som endte på førstepladsen i Oprykningsspil Nord.
- Mora IK, der vandt Division II Øst A, og som endte på andenpladsen i Oprykningsspil Nord.
- Malmö FF, der vandt Division II Syd B, og som endte på førstepladsen i Oprykningsspil Syd.
- Grums IK, der vandt Division II Vest B, og som endte på andenpladsen i Oprykningsspil Syd.

## Hold
Division II havde deltagelse af 80 klubber, hvilket var en klub færre end den foregående sæson. Blandt deltagerne var:
- 4 klubber, der var rykket ned fra Division I: Almtuna IS, Grums IK, Mora IK og Morgårdshammars IF.
- 20 klubber, der var rykket op fra Division III: Enköpings SK, Flens IF, Hallstahammars SK, IF Fellows, IF Älgarna, IFK Arvika, IFK Lidingö, IFK Luleå, IK Boston, Insjöns IF, Ljusne AIK, Malmbergets AIF, Mariestads CK, Norrahammars GIS, Norrköpings AIS, Sandvikens IF, Skuru IK, Tyringe SoSS, Vindelns IF og Växjö IK, .

Klubberne var inddelt i fire regioner med 20 hold i hver, og i hver region var klubberne inddelt i to puljer med 10 hold i hver pulje.
| Hold i Division II 1963-64 | Hold i Division II 1963-64 | Hold i Division II 1963-64 | Hold i Division II 1963-64 | Boden Glommersträsk IFK Kiruna Kiruna AIF IFK Luleå Luleå SK Malmberget Piteå Rönnskär Skellefteå Älgarna Nyland Umeå Boston Järved Skönvik/ Sund Sollefteå Teg Vindeln Vännäs Alfta Falun Häradsbygden Warpen Insjön Ljusne Ludvika Mora Morgårdshammar Sandviken Hammarby, Karlberg, Kungsholm, Lidingö, Mälarhöjden, Nacka, Skuru, Solna, Sundbyberg og Traneberg Almtuna Avesta Enköping Fagersta Hallst. Arboga Lindesberg Westmannia Surahammar Västerås Forshaga Färjestad GAIS Grums Fellows Arvika Munkfors Mariestad Norrby Tibro Kenty Remo Flen IFK Norrköping IK Sleipner Norrköpings AIS Nyköpings AIK og Nyköpings SK Tranås Örebro Alvesta Husqvarna Troja Oskarshamn Malmö Norraham. Taberg Tyringe Vättersnäs Växjö |
| Hold                       | By                         | Hold                       | By                         | Boden Glommersträsk IFK Kiruna Kiruna AIF IFK Luleå Luleå SK Malmberget Piteå Rönnskär Skellefteå Älgarna Nyland Umeå Boston Järved Skönvik/ Sund Sollefteå Teg Vindeln Vännäs Alfta Falun Häradsbygden Warpen Insjön Ljusne Ludvika Mora Morgårdshammar Sandviken Hammarby, Karlberg, Kungsholm, Lidingö, Mälarhöjden, Nacka, Skuru, Solna, Sundbyberg og Traneberg Almtuna Avesta Enköping Fagersta Hallst. Arboga Lindesberg Westmannia Surahammar Västerås Forshaga Färjestad GAIS Grums Fellows Arvika Munkfors Mariestad Norrby Tibro Kenty Remo Flen IFK Norrköping IK Sleipner Norrköpings AIS Nyköpings AIK og Nyköpings SK Tranås Örebro Alvesta Husqvarna Troja Oskarshamn Malmö Norraham. Taberg Tyringe Vättersnäs Växjö |
| Nord                       |                            |                            |                            | Boden Glommersträsk IFK Kiruna Kiruna AIF IFK Luleå Luleå SK Malmberget Piteå Rönnskär Skellefteå Älgarna Nyland Umeå Boston Järved Skönvik/ Sund Sollefteå Teg Vindeln Vännäs Alfta Falun Häradsbygden Warpen Insjön Ljusne Ludvika Mora Morgårdshammar Sandviken Hammarby, Karlberg, Kungsholm, Lidingö, Mälarhöjden, Nacka, Skuru, Solna, Sundbyberg og Traneberg Almtuna Avesta Enköping Fagersta Hallst. Arboga Lindesberg Westmannia Surahammar Västerås Forshaga Färjestad GAIS Grums Fellows Arvika Munkfors Mariestad Norrby Tibro Kenty Remo Flen IFK Norrköping IK Sleipner Norrköpings AIS Nyköpings AIK og Nyköpings SK Tranås Örebro Alvesta Husqvarna Troja Oskarshamn Malmö Norraham. Taberg Tyringe Vättersnäs Växjö |
| Division II Nord A         | Division II Nord A         | Division II Nord B         | Division II Nord B         | Boden Glommersträsk IFK Kiruna Kiruna AIF IFK Luleå Luleå SK Malmberget Piteå Rönnskär Skellefteå Älgarna Nyland Umeå Boston Järved Skönvik/ Sund Sollefteå Teg Vindeln Vännäs Alfta Falun Häradsbygden Warpen Insjön Ljusne Ludvika Mora Morgårdshammar Sandviken Hammarby, Karlberg, Kungsholm, Lidingö, Mälarhöjden, Nacka, Skuru, Solna, Sundbyberg og Traneberg Almtuna Avesta Enköping Fagersta Hallst. Arboga Lindesberg Westmannia Surahammar Västerås Forshaga Färjestad GAIS Grums Fellows Arvika Munkfors Mariestad Norrby Tibro Kenty Remo Flen IFK Norrköping IK Sleipner Norrköpings AIS Nyköpings AIK og Nyköpings SK Tranås Örebro Alvesta Husqvarna Troja Oskarshamn Malmö Norraham. Taberg Tyringe Vättersnäs Växjö |
| Bodens BK                  | Boden                      | IF Älgarna                 | Harnösand                  | Boden Glommersträsk IFK Kiruna Kiruna AIF IFK Luleå Luleå SK Malmberget Piteå Rönnskär Skellefteå Älgarna Nyland Umeå Boston Järved Skönvik/ Sund Sollefteå Teg Vindeln Vännäs Alfta Falun Häradsbygden Warpen Insjön Ljusne Ludvika Mora Morgårdshammar Sandviken Hammarby, Karlberg, Kungsholm, Lidingö, Mälarhöjden, Nacka, Skuru, Solna, Sundbyberg og Traneberg Almtuna Avesta Enköping Fagersta Hallst. Arboga Lindesberg Westmannia Surahammar Västerås Forshaga Färjestad GAIS Grums Fellows Arvika Munkfors Mariestad Norrby Tibro Kenty Remo Flen IFK Norrköping IK Sleipner Norrköpings AIS Nyköpings AIK og Nyköpings SK Tranås Örebro Alvesta Husqvarna Troja Oskarshamn Malmö Norraham. Taberg Tyringe Vättersnäs Växjö |
| Glommersträsk IF           | Glommersträsk              | IFK Nyland                 | Nyland                     | Boden Glommersträsk IFK Kiruna Kiruna AIF IFK Luleå Luleå SK Malmberget Piteå Rönnskär Skellefteå Älgarna Nyland Umeå Boston Järved Skönvik/ Sund Sollefteå Teg Vindeln Vännäs Alfta Falun Häradsbygden Warpen Insjön Ljusne Ludvika Mora Morgårdshammar Sandviken Hammarby, Karlberg, Kungsholm, Lidingö, Mälarhöjden, Nacka, Skuru, Solna, Sundbyberg og Traneberg Almtuna Avesta Enköping Fagersta Hallst. Arboga Lindesberg Westmannia Surahammar Västerås Forshaga Färjestad GAIS Grums Fellows Arvika Munkfors Mariestad Norrby Tibro Kenty Remo Flen IFK Norrköping IK Sleipner Norrköpings AIS Nyköpings AIK og Nyköpings SK Tranås Örebro Alvesta Husqvarna Troja Oskarshamn Malmö Norraham. Taberg Tyringe Vättersnäs Växjö |
| IFK Kiruna                 | Kiruna                     | IFK Umeå                   | Umeå                       | Boden Glommersträsk IFK Kiruna Kiruna AIF IFK Luleå Luleå SK Malmberget Piteå Rönnskär Skellefteå Älgarna Nyland Umeå Boston Järved Skönvik/ Sund Sollefteå Teg Vindeln Vännäs Alfta Falun Häradsbygden Warpen Insjön Ljusne Ludvika Mora Morgårdshammar Sandviken Hammarby, Karlberg, Kungsholm, Lidingö, Mälarhöjden, Nacka, Skuru, Solna, Sundbyberg og Traneberg Almtuna Avesta Enköping Fagersta Hallst. Arboga Lindesberg Westmannia Surahammar Västerås Forshaga Färjestad GAIS Grums Fellows Arvika Munkfors Mariestad Norrby Tibro Kenty Remo Flen IFK Norrköping IK Sleipner Norrköpings AIS Nyköpings AIK og Nyköpings SK Tranås Örebro Alvesta Husqvarna Troja Oskarshamn Malmö Norraham. Taberg Tyringe Vättersnäs Växjö |
| IFK Luleå                  | Luleå                      | IK Boston                  | Östersund                  | Boden Glommersträsk IFK Kiruna Kiruna AIF IFK Luleå Luleå SK Malmberget Piteå Rönnskär Skellefteå Älgarna Nyland Umeå Boston Järved Skönvik/ Sund Sollefteå Teg Vindeln Vännäs Alfta Falun Häradsbygden Warpen Insjön Ljusne Ludvika Mora Morgårdshammar Sandviken Hammarby, Karlberg, Kungsholm, Lidingö, Mälarhöjden, Nacka, Skuru, Solna, Sundbyberg og Traneberg Almtuna Avesta Enköping Fagersta Hallst. Arboga Lindesberg Westmannia Surahammar Västerås Forshaga Färjestad GAIS Grums Fellows Arvika Munkfors Mariestad Norrby Tibro Kenty Remo Flen IFK Norrköping IK Sleipner Norrköpings AIS Nyköpings AIK og Nyköpings SK Tranås Örebro Alvesta Husqvarna Troja Oskarshamn Malmö Norraham. Taberg Tyringe Vättersnäs Växjö |
| Kiruna AIF                 | Kiruna                     | Järveds IF                 | Örnsköldsvik               | Boden Glommersträsk IFK Kiruna Kiruna AIF IFK Luleå Luleå SK Malmberget Piteå Rönnskär Skellefteå Älgarna Nyland Umeå Boston Järved Skönvik/ Sund Sollefteå Teg Vindeln Vännäs Alfta Falun Häradsbygden Warpen Insjön Ljusne Ludvika Mora Morgårdshammar Sandviken Hammarby, Karlberg, Kungsholm, Lidingö, Mälarhöjden, Nacka, Skuru, Solna, Sundbyberg og Traneberg Almtuna Avesta Enköping Fagersta Hallst. Arboga Lindesberg Westmannia Surahammar Västerås Forshaga Färjestad GAIS Grums Fellows Arvika Munkfors Mariestad Norrby Tibro Kenty Remo Flen IFK Norrköping IK Sleipner Norrköpings AIS Nyköpings AIK og Nyköpings SK Tranås Örebro Alvesta Husqvarna Troja Oskarshamn Malmö Norraham. Taberg Tyringe Vättersnäs Växjö |
| Luleå SK                   | Luleå                      | Skönvik/Sunds IK           | Sundsbruk                  | Boden Glommersträsk IFK Kiruna Kiruna AIF IFK Luleå Luleå SK Malmberget Piteå Rönnskär Skellefteå Älgarna Nyland Umeå Boston Järved Skönvik/ Sund Sollefteå Teg Vindeln Vännäs Alfta Falun Häradsbygden Warpen Insjön Ljusne Ludvika Mora Morgårdshammar Sandviken Hammarby, Karlberg, Kungsholm, Lidingö, Mälarhöjden, Nacka, Skuru, Solna, Sundbyberg og Traneberg Almtuna Avesta Enköping Fagersta Hallst. Arboga Lindesberg Westmannia Surahammar Västerås Forshaga Färjestad GAIS Grums Fellows Arvika Munkfors Mariestad Norrby Tibro Kenty Remo Flen IFK Norrköping IK Sleipner Norrköpings AIS Nyköpings AIK og Nyköpings SK Tranås Örebro Alvesta Husqvarna Troja Oskarshamn Malmö Norraham. Taberg Tyringe Vättersnäs Växjö |
| Malmbergets IF             | Malmberget                 | Sollefteå IK               | Sollefteå                  | Boden Glommersträsk IFK Kiruna Kiruna AIF IFK Luleå Luleå SK Malmberget Piteå Rönnskär Skellefteå Älgarna Nyland Umeå Boston Järved Skönvik/ Sund Sollefteå Teg Vindeln Vännäs Alfta Falun Häradsbygden Warpen Insjön Ljusne Ludvika Mora Morgårdshammar Sandviken Hammarby, Karlberg, Kungsholm, Lidingö, Mälarhöjden, Nacka, Skuru, Solna, Sundbyberg og Traneberg Almtuna Avesta Enköping Fagersta Hallst. Arboga Lindesberg Westmannia Surahammar Västerås Forshaga Färjestad GAIS Grums Fellows Arvika Munkfors Mariestad Norrby Tibro Kenty Remo Flen IFK Norrköping IK Sleipner Norrköpings AIS Nyköpings AIK og Nyköpings SK Tranås Örebro Alvesta Husqvarna Troja Oskarshamn Malmö Norraham. Taberg Tyringe Vättersnäs Växjö |
| Piteå IF                   | Piteå                      | Tegs SK                    | Umeå                       | Boden Glommersträsk IFK Kiruna Kiruna AIF IFK Luleå Luleå SK Malmberget Piteå Rönnskär Skellefteå Älgarna Nyland Umeå Boston Järved Skönvik/ Sund Sollefteå Teg Vindeln Vännäs Alfta Falun Häradsbygden Warpen Insjön Ljusne Ludvika Mora Morgårdshammar Sandviken Hammarby, Karlberg, Kungsholm, Lidingö, Mälarhöjden, Nacka, Skuru, Solna, Sundbyberg og Traneberg Almtuna Avesta Enköping Fagersta Hallst. Arboga Lindesberg Westmannia Surahammar Västerås Forshaga Färjestad GAIS Grums Fellows Arvika Munkfors Mariestad Norrby Tibro Kenty Remo Flen IFK Norrköping IK Sleipner Norrköpings AIS Nyköpings AIK og Nyköpings SK Tranås Örebro Alvesta Husqvarna Troja Oskarshamn Malmö Norraham. Taberg Tyringe Vättersnäs Växjö |
| Rönnskärs IF               | Skelleftehamn              | Vindelns IF                | Vindeln                    | Boden Glommersträsk IFK Kiruna Kiruna AIF IFK Luleå Luleå SK Malmberget Piteå Rönnskär Skellefteå Älgarna Nyland Umeå Boston Järved Skönvik/ Sund Sollefteå Teg Vindeln Vännäs Alfta Falun Häradsbygden Warpen Insjön Ljusne Ludvika Mora Morgårdshammar Sandviken Hammarby, Karlberg, Kungsholm, Lidingö, Mälarhöjden, Nacka, Skuru, Solna, Sundbyberg og Traneberg Almtuna Avesta Enköping Fagersta Hallst. Arboga Lindesberg Westmannia Surahammar Västerås Forshaga Färjestad GAIS Grums Fellows Arvika Munkfors Mariestad Norrby Tibro Kenty Remo Flen IFK Norrköping IK Sleipner Norrköpings AIS Nyköpings AIK og Nyköpings SK Tranås Örebro Alvesta Husqvarna Troja Oskarshamn Malmö Norraham. Taberg Tyringe Vättersnäs Växjö |
| Skellefteå IF              | Skellefteå                 | Vännäs AIK                 | Vännäs                     | Boden Glommersträsk IFK Kiruna Kiruna AIF IFK Luleå Luleå SK Malmberget Piteå Rönnskär Skellefteå Älgarna Nyland Umeå Boston Järved Skönvik/ Sund Sollefteå Teg Vindeln Vännäs Alfta Falun Häradsbygden Warpen Insjön Ljusne Ludvika Mora Morgårdshammar Sandviken Hammarby, Karlberg, Kungsholm, Lidingö, Mälarhöjden, Nacka, Skuru, Solna, Sundbyberg og Traneberg Almtuna Avesta Enköping Fagersta Hallst. Arboga Lindesberg Westmannia Surahammar Västerås Forshaga Färjestad GAIS Grums Fellows Arvika Munkfors Mariestad Norrby Tibro Kenty Remo Flen IFK Norrköping IK Sleipner Norrköpings AIS Nyköpings AIK og Nyköpings SK Tranås Örebro Alvesta Husqvarna Troja Oskarshamn Malmö Norraham. Taberg Tyringe Vättersnäs Växjö |
| Øst                        |                            |                            |                            | Boden Glommersträsk IFK Kiruna Kiruna AIF IFK Luleå Luleå SK Malmberget Piteå Rönnskär Skellefteå Älgarna Nyland Umeå Boston Järved Skönvik/ Sund Sollefteå Teg Vindeln Vännäs Alfta Falun Häradsbygden Warpen Insjön Ljusne Ludvika Mora Morgårdshammar Sandviken Hammarby, Karlberg, Kungsholm, Lidingö, Mälarhöjden, Nacka, Skuru, Solna, Sundbyberg og Traneberg Almtuna Avesta Enköping Fagersta Hallst. Arboga Lindesberg Westmannia Surahammar Västerås Forshaga Färjestad GAIS Grums Fellows Arvika Munkfors Mariestad Norrby Tibro Kenty Remo Flen IFK Norrköping IK Sleipner Norrköpings AIS Nyköpings AIK og Nyköpings SK Tranås Örebro Alvesta Husqvarna Troja Oskarshamn Malmö Norraham. Taberg Tyringe Vättersnäs Växjö |
| Division II Øst A          | Division II Øst A          | Division II Øst B          | Division II Øst B          | Boden Glommersträsk IFK Kiruna Kiruna AIF IFK Luleå Luleå SK Malmberget Piteå Rönnskär Skellefteå Älgarna Nyland Umeå Boston Järved Skönvik/ Sund Sollefteå Teg Vindeln Vännäs Alfta Falun Häradsbygden Warpen Insjön Ljusne Ludvika Mora Morgårdshammar Sandviken Hammarby, Karlberg, Kungsholm, Lidingö, Mälarhöjden, Nacka, Skuru, Solna, Sundbyberg og Traneberg Almtuna Avesta Enköping Fagersta Hallst. Arboga Lindesberg Westmannia Surahammar Västerås Forshaga Färjestad GAIS Grums Fellows Arvika Munkfors Mariestad Norrby Tibro Kenty Remo Flen IFK Norrköping IK Sleipner Norrköpings AIS Nyköpings AIK og Nyköpings SK Tranås Örebro Alvesta Husqvarna Troja Oskarshamn Malmö Norraham. Taberg Tyringe Vättersnäs Växjö |
| Alfta GIF                  | Alfta                      | Hammarby IF                | Stockholm                  | Boden Glommersträsk IFK Kiruna Kiruna AIF IFK Luleå Luleå SK Malmberget Piteå Rönnskär Skellefteå Älgarna Nyland Umeå Boston Järved Skönvik/ Sund Sollefteå Teg Vindeln Vännäs Alfta Falun Häradsbygden Warpen Insjön Ljusne Ludvika Mora Morgårdshammar Sandviken Hammarby, Karlberg, Kungsholm, Lidingö, Mälarhöjden, Nacka, Skuru, Solna, Sundbyberg og Traneberg Almtuna Avesta Enköping Fagersta Hallst. Arboga Lindesberg Westmannia Surahammar Västerås Forshaga Färjestad GAIS Grums Fellows Arvika Munkfors Mariestad Norrby Tibro Kenty Remo Flen IFK Norrköping IK Sleipner Norrköpings AIS Nyköpings AIK og Nyköpings SK Tranås Örebro Alvesta Husqvarna Troja Oskarshamn Malmö Norraham. Taberg Tyringe Vättersnäs Växjö |
| Falu BS                    | Falun                      | IFK Lidingö                | Stockholm                  | Boden Glommersträsk IFK Kiruna Kiruna AIF IFK Luleå Luleå SK Malmberget Piteå Rönnskär Skellefteå Älgarna Nyland Umeå Boston Järved Skönvik/ Sund Sollefteå Teg Vindeln Vännäs Alfta Falun Häradsbygden Warpen Insjön Ljusne Ludvika Mora Morgårdshammar Sandviken Hammarby, Karlberg, Kungsholm, Lidingö, Mälarhöjden, Nacka, Skuru, Solna, Sundbyberg og Traneberg Almtuna Avesta Enköping Fagersta Hallst. Arboga Lindesberg Westmannia Surahammar Västerås Forshaga Färjestad GAIS Grums Fellows Arvika Munkfors Mariestad Norrby Tibro Kenty Remo Flen IFK Norrköping IK Sleipner Norrköpings AIS Nyköpings AIK og Nyköpings SK Tranås Örebro Alvesta Husqvarna Troja Oskarshamn Malmö Norraham. Taberg Tyringe Vättersnäs Växjö |
| Häradsbygdens SS           | Leksand                    | Karlbergs BK               | Stockholm                  | Boden Glommersträsk IFK Kiruna Kiruna AIF IFK Luleå Luleå SK Malmberget Piteå Rönnskär Skellefteå Älgarna Nyland Umeå Boston Järved Skönvik/ Sund Sollefteå Teg Vindeln Vännäs Alfta Falun Häradsbygden Warpen Insjön Ljusne Ludvika Mora Morgårdshammar Sandviken Hammarby, Karlberg, Kungsholm, Lidingö, Mälarhöjden, Nacka, Skuru, Solna, Sundbyberg og Traneberg Almtuna Avesta Enköping Fagersta Hallst. Arboga Lindesberg Westmannia Surahammar Västerås Forshaga Färjestad GAIS Grums Fellows Arvika Munkfors Mariestad Norrby Tibro Kenty Remo Flen IFK Norrköping IK Sleipner Norrköpings AIS Nyköpings AIK og Nyköpings SK Tranås Örebro Alvesta Husqvarna Troja Oskarshamn Malmö Norraham. Taberg Tyringe Vättersnäs Växjö |
| IK Warpen                  | Bollnäs                    | Kungsholms IF              | Stockholm                  | Boden Glommersträsk IFK Kiruna Kiruna AIF IFK Luleå Luleå SK Malmberget Piteå Rönnskär Skellefteå Älgarna Nyland Umeå Boston Järved Skönvik/ Sund Sollefteå Teg Vindeln Vännäs Alfta Falun Häradsbygden Warpen Insjön Ljusne Ludvika Mora Morgårdshammar Sandviken Hammarby, Karlberg, Kungsholm, Lidingö, Mälarhöjden, Nacka, Skuru, Solna, Sundbyberg og Traneberg Almtuna Avesta Enköping Fagersta Hallst. Arboga Lindesberg Westmannia Surahammar Västerås Forshaga Färjestad GAIS Grums Fellows Arvika Munkfors Mariestad Norrby Tibro Kenty Remo Flen IFK Norrköping IK Sleipner Norrköpings AIS Nyköpings AIK og Nyköpings SK Tranås Örebro Alvesta Husqvarna Troja Oskarshamn Malmö Norraham. Taberg Tyringe Vättersnäs Växjö |
| Insjöns IF                 | Insjön                     | Mälarhöjdens IK            | Stockholm                  | Boden Glommersträsk IFK Kiruna Kiruna AIF IFK Luleå Luleå SK Malmberget Piteå Rönnskär Skellefteå Älgarna Nyland Umeå Boston Järved Skönvik/ Sund Sollefteå Teg Vindeln Vännäs Alfta Falun Häradsbygden Warpen Insjön Ljusne Ludvika Mora Morgårdshammar Sandviken Hammarby, Karlberg, Kungsholm, Lidingö, Mälarhöjden, Nacka, Skuru, Solna, Sundbyberg og Traneberg Almtuna Avesta Enköping Fagersta Hallst. Arboga Lindesberg Westmannia Surahammar Västerås Forshaga Färjestad GAIS Grums Fellows Arvika Munkfors Mariestad Norrby Tibro Kenty Remo Flen IFK Norrköping IK Sleipner Norrköpings AIS Nyköpings AIK og Nyköpings SK Tranås Örebro Alvesta Husqvarna Troja Oskarshamn Malmö Norraham. Taberg Tyringe Vättersnäs Växjö |
| Ljusne AIK                 | Ljusne                     | Nacka SK                   | Stockholm                  | Boden Glommersträsk IFK Kiruna Kiruna AIF IFK Luleå Luleå SK Malmberget Piteå Rönnskär Skellefteå Älgarna Nyland Umeå Boston Järved Skönvik/ Sund Sollefteå Teg Vindeln Vännäs Alfta Falun Häradsbygden Warpen Insjön Ljusne Ludvika Mora Morgårdshammar Sandviken Hammarby, Karlberg, Kungsholm, Lidingö, Mälarhöjden, Nacka, Skuru, Solna, Sundbyberg og Traneberg Almtuna Avesta Enköping Fagersta Hallst. Arboga Lindesberg Westmannia Surahammar Västerås Forshaga Färjestad GAIS Grums Fellows Arvika Munkfors Mariestad Norrby Tibro Kenty Remo Flen IFK Norrköping IK Sleipner Norrköpings AIS Nyköpings AIK og Nyköpings SK Tranås Örebro Alvesta Husqvarna Troja Oskarshamn Malmö Norraham. Taberg Tyringe Vättersnäs Växjö |
| Ludvika FFI                | Ludvika                    | Skuru IK                   | Stockholm                  | Boden Glommersträsk IFK Kiruna Kiruna AIF IFK Luleå Luleå SK Malmberget Piteå Rönnskär Skellefteå Älgarna Nyland Umeå Boston Järved Skönvik/ Sund Sollefteå Teg Vindeln Vännäs Alfta Falun Häradsbygden Warpen Insjön Ljusne Ludvika Mora Morgårdshammar Sandviken Hammarby, Karlberg, Kungsholm, Lidingö, Mälarhöjden, Nacka, Skuru, Solna, Sundbyberg og Traneberg Almtuna Avesta Enköping Fagersta Hallst. Arboga Lindesberg Westmannia Surahammar Västerås Forshaga Färjestad GAIS Grums Fellows Arvika Munkfors Mariestad Norrby Tibro Kenty Remo Flen IFK Norrköping IK Sleipner Norrköpings AIS Nyköpings AIK og Nyköpings SK Tranås Örebro Alvesta Husqvarna Troja Oskarshamn Malmö Norraham. Taberg Tyringe Vättersnäs Växjö |
| Mora IK                    | Mora                       | Solna HC                   | Stockholm                  | Boden Glommersträsk IFK Kiruna Kiruna AIF IFK Luleå Luleå SK Malmberget Piteå Rönnskär Skellefteå Älgarna Nyland Umeå Boston Järved Skönvik/ Sund Sollefteå Teg Vindeln Vännäs Alfta Falun Häradsbygden Warpen Insjön Ljusne Ludvika Mora Morgårdshammar Sandviken Hammarby, Karlberg, Kungsholm, Lidingö, Mälarhöjden, Nacka, Skuru, Solna, Sundbyberg og Traneberg Almtuna Avesta Enköping Fagersta Hallst. Arboga Lindesberg Westmannia Surahammar Västerås Forshaga Färjestad GAIS Grums Fellows Arvika Munkfors Mariestad Norrby Tibro Kenty Remo Flen IFK Norrköping IK Sleipner Norrköpings AIS Nyköpings AIK og Nyköpings SK Tranås Örebro Alvesta Husqvarna Troja Oskarshamn Malmö Norraham. Taberg Tyringe Vättersnäs Växjö |
| Morgårdshammars IF         | Smedjebacken               | Sundbybergs IK             | Stockholm                  | Boden Glommersträsk IFK Kiruna Kiruna AIF IFK Luleå Luleå SK Malmberget Piteå Rönnskär Skellefteå Älgarna Nyland Umeå Boston Järved Skönvik/ Sund Sollefteå Teg Vindeln Vännäs Alfta Falun Häradsbygden Warpen Insjön Ljusne Ludvika Mora Morgårdshammar Sandviken Hammarby, Karlberg, Kungsholm, Lidingö, Mälarhöjden, Nacka, Skuru, Solna, Sundbyberg og Traneberg Almtuna Avesta Enköping Fagersta Hallst. Arboga Lindesberg Westmannia Surahammar Västerås Forshaga Färjestad GAIS Grums Fellows Arvika Munkfors Mariestad Norrby Tibro Kenty Remo Flen IFK Norrköping IK Sleipner Norrköpings AIS Nyköpings AIK og Nyköpings SK Tranås Örebro Alvesta Husqvarna Troja Oskarshamn Malmö Norraham. Taberg Tyringe Vättersnäs Växjö |
| Sandvikens IF              | Sandviken                  | Tranebergs IF              | Stockholm                  | Boden Glommersträsk IFK Kiruna Kiruna AIF IFK Luleå Luleå SK Malmberget Piteå Rönnskär Skellefteå Älgarna Nyland Umeå Boston Järved Skönvik/ Sund Sollefteå Teg Vindeln Vännäs Alfta Falun Häradsbygden Warpen Insjön Ljusne Ludvika Mora Morgårdshammar Sandviken Hammarby, Karlberg, Kungsholm, Lidingö, Mälarhöjden, Nacka, Skuru, Solna, Sundbyberg og Traneberg Almtuna Avesta Enköping Fagersta Hallst. Arboga Lindesberg Westmannia Surahammar Västerås Forshaga Färjestad GAIS Grums Fellows Arvika Munkfors Mariestad Norrby Tibro Kenty Remo Flen IFK Norrköping IK Sleipner Norrköpings AIS Nyköpings AIK og Nyköpings SK Tranås Örebro Alvesta Husqvarna Troja Oskarshamn Malmö Norraham. Taberg Tyringe Vättersnäs Växjö |
| Vest                       |                            |                            |                            | Boden Glommersträsk IFK Kiruna Kiruna AIF IFK Luleå Luleå SK Malmberget Piteå Rönnskär Skellefteå Älgarna Nyland Umeå Boston Järved Skönvik/ Sund Sollefteå Teg Vindeln Vännäs Alfta Falun Häradsbygden Warpen Insjön Ljusne Ludvika Mora Morgårdshammar Sandviken Hammarby, Karlberg, Kungsholm, Lidingö, Mälarhöjden, Nacka, Skuru, Solna, Sundbyberg og Traneberg Almtuna Avesta Enköping Fagersta Hallst. Arboga Lindesberg Westmannia Surahammar Västerås Forshaga Färjestad GAIS Grums Fellows Arvika Munkfors Mariestad Norrby Tibro Kenty Remo Flen IFK Norrköping IK Sleipner Norrköpings AIS Nyköpings AIK og Nyköpings SK Tranås Örebro Alvesta Husqvarna Troja Oskarshamn Malmö Norraham. Taberg Tyringe Vättersnäs Växjö |
| Division II Vest A         | Division II Vest A         | Division II Vest B         | Division II Vest B         | Boden Glommersträsk IFK Kiruna Kiruna AIF IFK Luleå Luleå SK Malmberget Piteå Rönnskär Skellefteå Älgarna Nyland Umeå Boston Järved Skönvik/ Sund Sollefteå Teg Vindeln Vännäs Alfta Falun Häradsbygden Warpen Insjön Ljusne Ludvika Mora Morgårdshammar Sandviken Hammarby, Karlberg, Kungsholm, Lidingö, Mälarhöjden, Nacka, Skuru, Solna, Sundbyberg og Traneberg Almtuna Avesta Enköping Fagersta Hallst. Arboga Lindesberg Westmannia Surahammar Västerås Forshaga Färjestad GAIS Grums Fellows Arvika Munkfors Mariestad Norrby Tibro Kenty Remo Flen IFK Norrköping IK Sleipner Norrköpings AIS Nyköpings AIK og Nyköpings SK Tranås Örebro Alvesta Husqvarna Troja Oskarshamn Malmö Norraham. Taberg Tyringe Vättersnäs Växjö |
| Almtuna IS                 | Uppsala                    | Forshaga IF                | Forshaga                   | Boden Glommersträsk IFK Kiruna Kiruna AIF IFK Luleå Luleå SK Malmberget Piteå Rönnskär Skellefteå Älgarna Nyland Umeå Boston Järved Skönvik/ Sund Sollefteå Teg Vindeln Vännäs Alfta Falun Häradsbygden Warpen Insjön Ljusne Ludvika Mora Morgårdshammar Sandviken Hammarby, Karlberg, Kungsholm, Lidingö, Mälarhöjden, Nacka, Skuru, Solna, Sundbyberg og Traneberg Almtuna Avesta Enköping Fagersta Hallst. Arboga Lindesberg Westmannia Surahammar Västerås Forshaga Färjestad GAIS Grums Fellows Arvika Munkfors Mariestad Norrby Tibro Kenty Remo Flen IFK Norrköping IK Sleipner Norrköpings AIS Nyköpings AIK og Nyköpings SK Tranås Örebro Alvesta Husqvarna Troja Oskarshamn Malmö Norraham. Taberg Tyringe Vättersnäs Växjö |
| Avesta BK                  | Avesta                     | Färjestads BK              | Karlstad                   | Boden Glommersträsk IFK Kiruna Kiruna AIF IFK Luleå Luleå SK Malmberget Piteå Rönnskär Skellefteå Älgarna Nyland Umeå Boston Järved Skönvik/ Sund Sollefteå Teg Vindeln Vännäs Alfta Falun Häradsbygden Warpen Insjön Ljusne Ludvika Mora Morgårdshammar Sandviken Hammarby, Karlberg, Kungsholm, Lidingö, Mälarhöjden, Nacka, Skuru, Solna, Sundbyberg og Traneberg Almtuna Avesta Enköping Fagersta Hallst. Arboga Lindesberg Westmannia Surahammar Västerås Forshaga Färjestad GAIS Grums Fellows Arvika Munkfors Mariestad Norrby Tibro Kenty Remo Flen IFK Norrköping IK Sleipner Norrköpings AIS Nyköpings AIK og Nyköpings SK Tranås Örebro Alvesta Husqvarna Troja Oskarshamn Malmö Norraham. Taberg Tyringe Vättersnäs Växjö |
| Enköpings SK               | Enköping                   | GAIS                       | Göteborg                   | Boden Glommersträsk IFK Kiruna Kiruna AIF IFK Luleå Luleå SK Malmberget Piteå Rönnskär Skellefteå Älgarna Nyland Umeå Boston Järved Skönvik/ Sund Sollefteå Teg Vindeln Vännäs Alfta Falun Häradsbygden Warpen Insjön Ljusne Ludvika Mora Morgårdshammar Sandviken Hammarby, Karlberg, Kungsholm, Lidingö, Mälarhöjden, Nacka, Skuru, Solna, Sundbyberg og Traneberg Almtuna Avesta Enköping Fagersta Hallst. Arboga Lindesberg Westmannia Surahammar Västerås Forshaga Färjestad GAIS Grums Fellows Arvika Munkfors Mariestad Norrby Tibro Kenty Remo Flen IFK Norrköping IK Sleipner Norrköpings AIS Nyköpings AIK og Nyköpings SK Tranås Örebro Alvesta Husqvarna Troja Oskarshamn Malmö Norraham. Taberg Tyringe Vättersnäs Växjö |
| Fagersta AIK               | Fagersta                   | Grums IK                   | Grums                      | Boden Glommersträsk IFK Kiruna Kiruna AIF IFK Luleå Luleå SK Malmberget Piteå Rönnskär Skellefteå Älgarna Nyland Umeå Boston Järved Skönvik/ Sund Sollefteå Teg Vindeln Vännäs Alfta Falun Häradsbygden Warpen Insjön Ljusne Ludvika Mora Morgårdshammar Sandviken Hammarby, Karlberg, Kungsholm, Lidingö, Mälarhöjden, Nacka, Skuru, Solna, Sundbyberg og Traneberg Almtuna Avesta Enköping Fagersta Hallst. Arboga Lindesberg Westmannia Surahammar Västerås Forshaga Färjestad GAIS Grums Fellows Arvika Munkfors Mariestad Norrby Tibro Kenty Remo Flen IFK Norrköping IK Sleipner Norrköpings AIS Nyköpings AIK og Nyköpings SK Tranås Örebro Alvesta Husqvarna Troja Oskarshamn Malmö Norraham. Taberg Tyringe Vättersnäs Växjö |
| Hallstahammars SK          | Hallstahammar              | IF Fellows                 | Göteborg                   | Boden Glommersträsk IFK Kiruna Kiruna AIF IFK Luleå Luleå SK Malmberget Piteå Rönnskär Skellefteå Älgarna Nyland Umeå Boston Järved Skönvik/ Sund Sollefteå Teg Vindeln Vännäs Alfta Falun Häradsbygden Warpen Insjön Ljusne Ludvika Mora Morgårdshammar Sandviken Hammarby, Karlberg, Kungsholm, Lidingö, Mälarhöjden, Nacka, Skuru, Solna, Sundbyberg og Traneberg Almtuna Avesta Enköping Fagersta Hallst. Arboga Lindesberg Westmannia Surahammar Västerås Forshaga Färjestad GAIS Grums Fellows Arvika Munkfors Mariestad Norrby Tibro Kenty Remo Flen IFK Norrköping IK Sleipner Norrköpings AIS Nyköpings AIK og Nyköpings SK Tranås Örebro Alvesta Husqvarna Troja Oskarshamn Malmö Norraham. Taberg Tyringe Vättersnäs Växjö |
| IFK Arboga                 | Arboga                     | IFK Arvika                 | Arvika                     | Boden Glommersträsk IFK Kiruna Kiruna AIF IFK Luleå Luleå SK Malmberget Piteå Rönnskär Skellefteå Älgarna Nyland Umeå Boston Järved Skönvik/ Sund Sollefteå Teg Vindeln Vännäs Alfta Falun Häradsbygden Warpen Insjön Ljusne Ludvika Mora Morgårdshammar Sandviken Hammarby, Karlberg, Kungsholm, Lidingö, Mälarhöjden, Nacka, Skuru, Solna, Sundbyberg og Traneberg Almtuna Avesta Enköping Fagersta Hallst. Arboga Lindesberg Westmannia Surahammar Västerås Forshaga Färjestad GAIS Grums Fellows Arvika Munkfors Mariestad Norrby Tibro Kenty Remo Flen IFK Norrköping IK Sleipner Norrköpings AIS Nyköpings AIK og Nyköpings SK Tranås Örebro Alvesta Husqvarna Troja Oskarshamn Malmö Norraham. Taberg Tyringe Vättersnäs Växjö |
| IFK Lindesberg             | Lindesberg                 | IFK Munkfors               | Munkfors                   | Boden Glommersträsk IFK Kiruna Kiruna AIF IFK Luleå Luleå SK Malmberget Piteå Rönnskär Skellefteå Älgarna Nyland Umeå Boston Järved Skönvik/ Sund Sollefteå Teg Vindeln Vännäs Alfta Falun Häradsbygden Warpen Insjön Ljusne Ludvika Mora Morgårdshammar Sandviken Hammarby, Karlberg, Kungsholm, Lidingö, Mälarhöjden, Nacka, Skuru, Solna, Sundbyberg og Traneberg Almtuna Avesta Enköping Fagersta Hallst. Arboga Lindesberg Westmannia Surahammar Västerås Forshaga Färjestad GAIS Grums Fellows Arvika Munkfors Mariestad Norrby Tibro Kenty Remo Flen IFK Norrköping IK Sleipner Norrköpings AIS Nyköpings AIK og Nyköpings SK Tranås Örebro Alvesta Husqvarna Troja Oskarshamn Malmö Norraham. Taberg Tyringe Vättersnäs Växjö |
| IK Westmannia              | Köping                     | Mariestads CK              | Mariestad                  | Boden Glommersträsk IFK Kiruna Kiruna AIF IFK Luleå Luleå SK Malmberget Piteå Rönnskär Skellefteå Älgarna Nyland Umeå Boston Järved Skönvik/ Sund Sollefteå Teg Vindeln Vännäs Alfta Falun Häradsbygden Warpen Insjön Ljusne Ludvika Mora Morgårdshammar Sandviken Hammarby, Karlberg, Kungsholm, Lidingö, Mälarhöjden, Nacka, Skuru, Solna, Sundbyberg og Traneberg Almtuna Avesta Enköping Fagersta Hallst. Arboga Lindesberg Westmannia Surahammar Västerås Forshaga Färjestad GAIS Grums Fellows Arvika Munkfors Mariestad Norrby Tibro Kenty Remo Flen IFK Norrköping IK Sleipner Norrköpings AIS Nyköpings AIK og Nyköpings SK Tranås Örebro Alvesta Husqvarna Troja Oskarshamn Malmö Norraham. Taberg Tyringe Vättersnäs Växjö |
| Surahammars IF             | Surahammar                 | Norrby IF                  | Borås                      | Boden Glommersträsk IFK Kiruna Kiruna AIF IFK Luleå Luleå SK Malmberget Piteå Rönnskär Skellefteå Älgarna Nyland Umeå Boston Järved Skönvik/ Sund Sollefteå Teg Vindeln Vännäs Alfta Falun Häradsbygden Warpen Insjön Ljusne Ludvika Mora Morgårdshammar Sandviken Hammarby, Karlberg, Kungsholm, Lidingö, Mälarhöjden, Nacka, Skuru, Solna, Sundbyberg og Traneberg Almtuna Avesta Enköping Fagersta Hallst. Arboga Lindesberg Westmannia Surahammar Västerås Forshaga Färjestad GAIS Grums Fellows Arvika Munkfors Mariestad Norrby Tibro Kenty Remo Flen IFK Norrköping IK Sleipner Norrköpings AIS Nyköpings AIK og Nyköpings SK Tranås Örebro Alvesta Husqvarna Troja Oskarshamn Malmö Norraham. Taberg Tyringe Vättersnäs Växjö |
| Västerås SK                | Västerås                   | Tibro IK                   | Tibro                      | Boden Glommersträsk IFK Kiruna Kiruna AIF IFK Luleå Luleå SK Malmberget Piteå Rönnskär Skellefteå Älgarna Nyland Umeå Boston Järved Skönvik/ Sund Sollefteå Teg Vindeln Vännäs Alfta Falun Häradsbygden Warpen Insjön Ljusne Ludvika Mora Morgårdshammar Sandviken Hammarby, Karlberg, Kungsholm, Lidingö, Mälarhöjden, Nacka, Skuru, Solna, Sundbyberg og Traneberg Almtuna Avesta Enköping Fagersta Hallst. Arboga Lindesberg Westmannia Surahammar Västerås Forshaga Färjestad GAIS Grums Fellows Arvika Munkfors Mariestad Norrby Tibro Kenty Remo Flen IFK Norrköping IK Sleipner Norrköpings AIS Nyköpings AIK og Nyköpings SK Tranås Örebro Alvesta Husqvarna Troja Oskarshamn Malmö Norraham. Taberg Tyringe Vättersnäs Växjö |
| Syd                        |                            |                            |                            | Boden Glommersträsk IFK Kiruna Kiruna AIF IFK Luleå Luleå SK Malmberget Piteå Rönnskär Skellefteå Älgarna Nyland Umeå Boston Järved Skönvik/ Sund Sollefteå Teg Vindeln Vännäs Alfta Falun Häradsbygden Warpen Insjön Ljusne Ludvika Mora Morgårdshammar Sandviken Hammarby, Karlberg, Kungsholm, Lidingö, Mälarhöjden, Nacka, Skuru, Solna, Sundbyberg og Traneberg Almtuna Avesta Enköping Fagersta Hallst. Arboga Lindesberg Westmannia Surahammar Västerås Forshaga Färjestad GAIS Grums Fellows Arvika Munkfors Mariestad Norrby Tibro Kenty Remo Flen IFK Norrköping IK Sleipner Norrköpings AIS Nyköpings AIK og Nyköpings SK Tranås Örebro Alvesta Husqvarna Troja Oskarshamn Malmö Norraham. Taberg Tyringe Vättersnäs Växjö |
| Division II Syd A          | Division II Syd A          | Division II Syd B          | Division II Syd B          | Boden Glommersträsk IFK Kiruna Kiruna AIF IFK Luleå Luleå SK Malmberget Piteå Rönnskär Skellefteå Älgarna Nyland Umeå Boston Järved Skönvik/ Sund Sollefteå Teg Vindeln Vännäs Alfta Falun Häradsbygden Warpen Insjön Ljusne Ludvika Mora Morgårdshammar Sandviken Hammarby, Karlberg, Kungsholm, Lidingö, Mälarhöjden, Nacka, Skuru, Solna, Sundbyberg og Traneberg Almtuna Avesta Enköping Fagersta Hallst. Arboga Lindesberg Westmannia Surahammar Västerås Forshaga Färjestad GAIS Grums Fellows Arvika Munkfors Mariestad Norrby Tibro Kenty Remo Flen IFK Norrköping IK Sleipner Norrköpings AIS Nyköpings AIK og Nyköpings SK Tranås Örebro Alvesta Husqvarna Troja Oskarshamn Malmö Norraham. Taberg Tyringe Vättersnäs Växjö |
| BK Kenty                   | Linköping                  | Alvesta SK                 | Alvesta                    | Boden Glommersträsk IFK Kiruna Kiruna AIF IFK Luleå Luleå SK Malmberget Piteå Rönnskär Skellefteå Älgarna Nyland Umeå Boston Järved Skönvik/ Sund Sollefteå Teg Vindeln Vännäs Alfta Falun Häradsbygden Warpen Insjön Ljusne Ludvika Mora Morgårdshammar Sandviken Hammarby, Karlberg, Kungsholm, Lidingö, Mälarhöjden, Nacka, Skuru, Solna, Sundbyberg og Traneberg Almtuna Avesta Enköping Fagersta Hallst. Arboga Lindesberg Westmannia Surahammar Västerås Forshaga Färjestad GAIS Grums Fellows Arvika Munkfors Mariestad Norrby Tibro Kenty Remo Flen IFK Norrköping IK Sleipner Norrköpings AIS Nyköpings AIK og Nyköpings SK Tranås Örebro Alvesta Husqvarna Troja Oskarshamn Malmö Norraham. Taberg Tyringe Vättersnäs Växjö |
| BK Remo                    | Södertälje                 | Husqvarna IF               | Jönköping                  | Boden Glommersträsk IFK Kiruna Kiruna AIF IFK Luleå Luleå SK Malmberget Piteå Rönnskär Skellefteå Älgarna Nyland Umeå Boston Järved Skönvik/ Sund Sollefteå Teg Vindeln Vännäs Alfta Falun Häradsbygden Warpen Insjön Ljusne Ludvika Mora Morgårdshammar Sandviken Hammarby, Karlberg, Kungsholm, Lidingö, Mälarhöjden, Nacka, Skuru, Solna, Sundbyberg og Traneberg Almtuna Avesta Enköping Fagersta Hallst. Arboga Lindesberg Westmannia Surahammar Västerås Forshaga Färjestad GAIS Grums Fellows Arvika Munkfors Mariestad Norrby Tibro Kenty Remo Flen IFK Norrköping IK Sleipner Norrköpings AIS Nyköpings AIK og Nyköpings SK Tranås Örebro Alvesta Husqvarna Troja Oskarshamn Malmö Norraham. Taberg Tyringe Vättersnäs Växjö |
| Flens IF                   | Flen                       | IF Troja                   | Ljungby                    | Boden Glommersträsk IFK Kiruna Kiruna AIF IFK Luleå Luleå SK Malmberget Piteå Rönnskär Skellefteå Älgarna Nyland Umeå Boston Järved Skönvik/ Sund Sollefteå Teg Vindeln Vännäs Alfta Falun Häradsbygden Warpen Insjön Ljusne Ludvika Mora Morgårdshammar Sandviken Hammarby, Karlberg, Kungsholm, Lidingö, Mälarhöjden, Nacka, Skuru, Solna, Sundbyberg og Traneberg Almtuna Avesta Enköping Fagersta Hallst. Arboga Lindesberg Westmannia Surahammar Västerås Forshaga Färjestad GAIS Grums Fellows Arvika Munkfors Mariestad Norrby Tibro Kenty Remo Flen IFK Norrköping IK Sleipner Norrköpings AIS Nyköpings AIK og Nyköpings SK Tranås Örebro Alvesta Husqvarna Troja Oskarshamn Malmö Norraham. Taberg Tyringe Vättersnäs Växjö |
| IFK Norrköping             | Norrköping                 | IFK Oskarshamn             | Oskarshamn                 | Boden Glommersträsk IFK Kiruna Kiruna AIF IFK Luleå Luleå SK Malmberget Piteå Rönnskär Skellefteå Älgarna Nyland Umeå Boston Järved Skönvik/ Sund Sollefteå Teg Vindeln Vännäs Alfta Falun Häradsbygden Warpen Insjön Ljusne Ludvika Mora Morgårdshammar Sandviken Hammarby, Karlberg, Kungsholm, Lidingö, Mälarhöjden, Nacka, Skuru, Solna, Sundbyberg og Traneberg Almtuna Avesta Enköping Fagersta Hallst. Arboga Lindesberg Westmannia Surahammar Västerås Forshaga Färjestad GAIS Grums Fellows Arvika Munkfors Mariestad Norrby Tibro Kenty Remo Flen IFK Norrköping IK Sleipner Norrköpings AIS Nyköpings AIK og Nyköpings SK Tranås Örebro Alvesta Husqvarna Troja Oskarshamn Malmö Norraham. Taberg Tyringe Vättersnäs Växjö |
| IK Sleipner                | Norrköping                 | Malmö FF                   | Malmö                      | Boden Glommersträsk IFK Kiruna Kiruna AIF IFK Luleå Luleå SK Malmberget Piteå Rönnskär Skellefteå Älgarna Nyland Umeå Boston Järved Skönvik/ Sund Sollefteå Teg Vindeln Vännäs Alfta Falun Häradsbygden Warpen Insjön Ljusne Ludvika Mora Morgårdshammar Sandviken Hammarby, Karlberg, Kungsholm, Lidingö, Mälarhöjden, Nacka, Skuru, Solna, Sundbyberg og Traneberg Almtuna Avesta Enköping Fagersta Hallst. Arboga Lindesberg Westmannia Surahammar Västerås Forshaga Färjestad GAIS Grums Fellows Arvika Munkfors Mariestad Norrby Tibro Kenty Remo Flen IFK Norrköping IK Sleipner Norrköpings AIS Nyköpings AIK og Nyköpings SK Tranås Örebro Alvesta Husqvarna Troja Oskarshamn Malmö Norraham. Taberg Tyringe Vättersnäs Växjö |
| Norrköpings AIS            | Norrköping                 | Norrahammars GIS           | Norrahammar                | Boden Glommersträsk IFK Kiruna Kiruna AIF IFK Luleå Luleå SK Malmberget Piteå Rönnskär Skellefteå Älgarna Nyland Umeå Boston Järved Skönvik/ Sund Sollefteå Teg Vindeln Vännäs Alfta Falun Häradsbygden Warpen Insjön Ljusne Ludvika Mora Morgårdshammar Sandviken Hammarby, Karlberg, Kungsholm, Lidingö, Mälarhöjden, Nacka, Skuru, Solna, Sundbyberg og Traneberg Almtuna Avesta Enköping Fagersta Hallst. Arboga Lindesberg Westmannia Surahammar Västerås Forshaga Färjestad GAIS Grums Fellows Arvika Munkfors Mariestad Norrby Tibro Kenty Remo Flen IFK Norrköping IK Sleipner Norrköpings AIS Nyköpings AIK og Nyköpings SK Tranås Örebro Alvesta Husqvarna Troja Oskarshamn Malmö Norraham. Taberg Tyringe Vättersnäs Växjö |
| Nyköpings AIK              | Nyköping                   | Tabergs SK                 | Taberg                     | Boden Glommersträsk IFK Kiruna Kiruna AIF IFK Luleå Luleå SK Malmberget Piteå Rönnskär Skellefteå Älgarna Nyland Umeå Boston Järved Skönvik/ Sund Sollefteå Teg Vindeln Vännäs Alfta Falun Häradsbygden Warpen Insjön Ljusne Ludvika Mora Morgårdshammar Sandviken Hammarby, Karlberg, Kungsholm, Lidingö, Mälarhöjden, Nacka, Skuru, Solna, Sundbyberg og Traneberg Almtuna Avesta Enköping Fagersta Hallst. Arboga Lindesberg Westmannia Surahammar Västerås Forshaga Färjestad GAIS Grums Fellows Arvika Munkfors Mariestad Norrby Tibro Kenty Remo Flen IFK Norrköping IK Sleipner Norrköpings AIS Nyköpings AIK og Nyköpings SK Tranås Örebro Alvesta Husqvarna Troja Oskarshamn Malmö Norraham. Taberg Tyringe Vättersnäs Växjö |
| Nyköpings SK               | Nyköping                   | Tyringe SoSS               | Tyringe                    | Boden Glommersträsk IFK Kiruna Kiruna AIF IFK Luleå Luleå SK Malmberget Piteå Rönnskär Skellefteå Älgarna Nyland Umeå Boston Järved Skönvik/ Sund Sollefteå Teg Vindeln Vännäs Alfta Falun Häradsbygden Warpen Insjön Ljusne Ludvika Mora Morgårdshammar Sandviken Hammarby, Karlberg, Kungsholm, Lidingö, Mälarhöjden, Nacka, Skuru, Solna, Sundbyberg og Traneberg Almtuna Avesta Enköping Fagersta Hallst. Arboga Lindesberg Westmannia Surahammar Västerås Forshaga Färjestad GAIS Grums Fellows Arvika Munkfors Mariestad Norrby Tibro Kenty Remo Flen IFK Norrköping IK Sleipner Norrköpings AIS Nyköpings AIK og Nyköpings SK Tranås Örebro Alvesta Husqvarna Troja Oskarshamn Malmö Norraham. Taberg Tyringe Vättersnäs Växjö |
| Tranås AIF                 | Tranås                     | Vättersnäs IF              | Jönköping                  | Boden Glommersträsk IFK Kiruna Kiruna AIF IFK Luleå Luleå SK Malmberget Piteå Rönnskär Skellefteå Älgarna Nyland Umeå Boston Järved Skönvik/ Sund Sollefteå Teg Vindeln Vännäs Alfta Falun Häradsbygden Warpen Insjön Ljusne Ludvika Mora Morgårdshammar Sandviken Hammarby, Karlberg, Kungsholm, Lidingö, Mälarhöjden, Nacka, Skuru, Solna, Sundbyberg og Traneberg Almtuna Avesta Enköping Fagersta Hallst. Arboga Lindesberg Westmannia Surahammar Västerås Forshaga Färjestad GAIS Grums Fellows Arvika Munkfors Mariestad Norrby Tibro Kenty Remo Flen IFK Norrköping IK Sleipner Norrköpings AIS Nyköpings AIK og Nyköpings SK Tranås Örebro Alvesta Husqvarna Troja Oskarshamn Malmö Norraham. Taberg Tyringe Vättersnäs Växjö |
| Örebro SK                  | Örebro                     | Växjö IK                   | Växjö                      | Boden Glommersträsk IFK Kiruna Kiruna AIF IFK Luleå Luleå SK Malmberget Piteå Rönnskär Skellefteå Älgarna Nyland Umeå Boston Järved Skönvik/ Sund Sollefteå Teg Vindeln Vännäs Alfta Falun Häradsbygden Warpen Insjön Ljusne Ludvika Mora Morgårdshammar Sandviken Hammarby, Karlberg, Kungsholm, Lidingö, Mälarhöjden, Nacka, Skuru, Solna, Sundbyberg og Traneberg Almtuna Avesta Enköping Fagersta Hallst. Arboga Lindesberg Westmannia Surahammar Västerås Forshaga Färjestad GAIS Grums Fellows Arvika Munkfors Mariestad Norrby Tibro Kenty Remo Flen IFK Norrköping IK Sleipner Norrköpings AIS Nyköpings AIK og Nyköpings SK Tranås Örebro Alvesta Husqvarna Troja Oskarshamn Malmö Norraham. Taberg Tyringe Vättersnäs Växjö |

## Nord

### Division II Nord A
| \| Nr \| Hold \| K \| V \| U \| T \| Mf \| \| Mi \| +/- \| P \| \| -- \| ------------------- \| -- \| -- \| - \| -- \| --- \| - \| --- \| --- \| ------------------------------------- \| \| 1 \| Piteå IF \| 18 \| 14 \| 2 \| 2 \| 103 \| – \| 45 \| +58 \| 30Oprykningsspil \| \| 2 \| Rönnskärs IF \| 18 \| 14 \| 1 \| 3 \| 106 \| – \| 41 \| +65 \| 29 \| \| 3 \| Bodens BK \| 18 \| 12 \| 2 \| 4 \| 82 \| – \| 54 \| +28 \| 26 \| \| 4 \| IFK Kiruna \| 18 \| 12 \| 0 \| 6 \| 102 \| – \| 59 \| +43 \| 24 \| \| 5 \| Kiruna AIF \| 18 \| 11 \| 1 \| 6 \| 83 \| – \| 67 \| +16 \| 23 \| \| 6 \| Malmbergets AIF (O) \| 18 \| 8 \| 1 \| 9 \| 71 \| – \| 83 \| −12 \| 17 \| \| 7 \| Skellefteå IF \| 18 \| 6 \| 3 \| 9 \| 77 \| – \| 97 \| −20 \| 15 \| \| 8 \| Glommersträsk IF \| 18 \| 4 \| 2 \| 12 \| 65 \| – \| 97 \| −32 \| 10Nedrykning til Division III 1964-65 \| \| 9 \| IFK Luleå (O) \| 18 \| 2 \| 0 \| 16 \| 65 \| – \| 119 \| −54 \| 4Nedrykning til Division III 1964-65 \| \| 10 \| Luleå SK \| 18 \| 1 \| 0 \| 17 \| 53 \| – \| 145 \| −92 \| 2Nedrykning til Division III 1964-65 \| K: Kampe spillet, V: Vundne kampe, U: Uafgjorte kampe, T: Tabte kampe, Mf: Mål for, Mi: Mål imod, +/-: Måldifference, P: Point |                     |    |    |   |    |     |   |     |     |                                       |
| Nr | Hold                | K  | V  | U | T  | Mf  |   | Mi  | +/- | P                                     |
| 1 | Piteå IF            | 18 | 14 | 2 | 2  | 103 | – | 45  | +58 | 30Oprykningsspil                      |
| 2 | Rönnskärs IF        | 18 | 14 | 1 | 3  | 106 | – | 41  | +65 | 29                                    |
| 3 | Bodens BK           | 18 | 12 | 2 | 4  | 82  | – | 54  | +28 | 26                                    |
| 4 | IFK Kiruna          | 18 | 12 | 0 | 6  | 102 | – | 59  | +43 | 24                                    |
| 5 | Kiruna AIF          | 18 | 11 | 1 | 6  | 83  | – | 67  | +16 | 23                                    |
| 6 | Malmbergets AIF (O) | 18 | 8  | 1 | 9  | 71  | – | 83  | −12 | 17                                    |
| 7 | Skellefteå IF       | 18 | 6  | 3 | 9  | 77  | – | 97  | −20 | 15                                    |
| 8 | Glommersträsk IF    | 18 | 4  | 2 | 12 | 65  | – | 97  | −32 | 10Nedrykning til Division III 1964-65 |
| 9 | IFK Luleå (O)       | 18 | 2  | 0 | 16 | 65  | – | 119 | −54 | 4Nedrykning til Division III 1964-65  |
| 10 | Luleå SK            | 18 | 1  | 0 | 17 | 53  | – | 145 | −92 | 2Nedrykning til Division III 1964-65  |

### Division II Nord B
| \| Nr \| Hold \| K \| V \| U \| T \| Mf \| \| Mi \| +/- \| P \| \| -- \| ---------------- \| -- \| -- \| - \| -- \| --- \| - \| --- \| ---- \| ------------------------------------ \| \| 1 \| IFK Umeå \| 18 \| 16 \| 0 \| 2 \| 144 \| – \| 44 \| +100 \| 32Oprykningsspil \| \| 2 \| IF Älgarna (O) \| 18 \| 12 \| 0 \| 6 \| 97 \| – \| 81 \| +16 \| 24 \| \| 3 \| Skönvik/Sunds IF \| 18 \| 11 \| 1 \| 6 \| 85 \| – \| 65 \| +20 \| 23 \| \| 4 \| IFK Nyland \| 18 \| 11 \| 1 \| 6 \| 82 \| – \| 74 \| +8 \| 23 \| \| 5 \| Järveds IF (O) \| 18 \| 9 \| 1 \| 8 \| 64 \| – \| 72 \| −8 \| 19 \| \| 6 \| Sollefteå IK \| 18 \| 5 \| 6 \| 7 \| 70 \| – \| 73 \| −3 \| 16 \| \| 7 \| Tegs SK \| 18 \| 6 \| 4 \| 8 \| 77 \| – \| 83 \| −6 \| 16 \| \| 8 \| Vännäs AIK \| 18 \| 6 \| 4 \| 8 \| 63 \| – \| 88 \| −25 \| 16 \| \| 9 \| IK Boston (O) \| 18 \| 4 \| 0 \| 14 \| 52 \| – \| 90 \| −38 \| 8Nedrykning til Division III 1964-65 \| \| 9 \| Vindelns IF (O) \| 18 \| 1 \| 1 \| 16 \| 55 \| – \| 119 \| −64 \| 3Nedrykning til Division III 1964-65 \| K: Kampe spillet, V: Vundne kampe, U: Uafgjorte kampe, T: Tabte kampe, Mf: Mål for, Mi: Mål imod, +/-: Måldifference, P: Point |                  |    |    |   |    |     |   |     |      |                                      |
| Nr | Hold             | K  | V  | U | T  | Mf  |   | Mi  | +/-  | P                                    |
| 1 | IFK Umeå         | 18 | 16 | 0 | 2  | 144 | – | 44  | +100 | 32Oprykningsspil                     |
| 2 | IF Älgarna (O)   | 18 | 12 | 0 | 6  | 97  | – | 81  | +16  | 24                                   |
| 3 | Skönvik/Sunds IF | 18 | 11 | 1 | 6  | 85  | – | 65  | +20  | 23                                   |
| 4 | IFK Nyland       | 18 | 11 | 1 | 6  | 82  | – | 74  | +8   | 23                                   |
| 5 | Järveds IF (O)   | 18 | 9  | 1 | 8  | 64  | – | 72  | −8   | 19                                   |
| 6 | Sollefteå IK     | 18 | 5  | 6 | 7  | 70  | – | 73  | −3   | 16                                   |
| 7 | Tegs SK          | 18 | 6  | 4 | 8  | 77  | – | 83  | −6   | 16                                   |
| 8 | Vännäs AIK       | 18 | 6  | 4 | 8  | 63  | – | 88  | −25  | 16                                   |
| 9 | IK Boston (O)    | 18 | 4  | 0 | 14 | 52  | – | 90  | −38  | 8Nedrykning til Division III 1964-65 |
| 9 | Vindelns IF (O)  | 18 | 1  | 1 | 16 | 55  | – | 119 | −64  | 3Nedrykning til Division III 1964-65 |

## Øst

### Division II Øst A
| \| Nr \| Hold \| K \| V \| U \| T \| Mf \| \| Mi \| +/- \| P \| \| -- \| ---------------------- \| -- \| -- \| - \| -- \| --- \| - \| --- \| ---- \| ------------------------------------- \| \| 1 \| Mora IK (N) \| 18 \| 17 \| 0 \| 1 \| 149 \| – \| 45 \| +104 \| 34Oprykningsspil \| \| 2 \| Morgårdshammars IF (N) \| 18 \| 13 \| 2 \| 3 \| 98 \| – \| 47 \| +51 \| 28 \| \| 3 \| IK Warpen \| 18 \| 9 \| 1 \| 8 \| 60 \| – \| 63 \| −3 \| 19 \| \| 4 \| Ljusne AIK (O) \| 18 \| 8 \| 3 \| 7 \| 70 \| – \| 82 \| −12 \| 19 \| \| 5 \| Falu BS \| 18 \| 7 \| 3 \| 8 \| 72 \| – \| 81 \| −9 \| 17 \| \| 6 \| Ludvika FFI \| 18 \| 5 \| 5 \| 8 \| 78 \| – \| 79 \| −1 \| 15 \| \| 7 \| Sandvikens IF (O) \| 18 \| 7 \| 1 \| 10 \| 58 \| – \| 74 \| −16 \| 15 \| \| 8 \| Insjöns IF (O) \| 18 \| 6 \| 1 \| 11 \| 51 \| – \| 75 \| −24 \| 13Nedrykning til Division III 1964-65 \| \| 9 \| Alfta GIF \| 18 \| 5 \| 3 \| 10 \| 49 \| – \| 80 \| −31 \| 13Nedrykning til Division III 1964-65 \| \| 10 \| Häradsbygdens SS \| 18 \| 3 \| 1 \| 14 \| 53 \| – \| 112 \| −59 \| 7Nedrykning til Division III 1964-65 \| K: Kampe spillet, V: Vundne kampe, U: Uafgjorte kampe, T: Tabte kampe, Mf: Mål for, Mi: Mål imod, +/-: Måldifference, P: Point |                        |    |    |   |    |     |   |     |      |                                       |
| Nr | Hold                   | K  | V  | U | T  | Mf  |   | Mi  | +/-  | P                                     |
| 1 | Mora IK (N)            | 18 | 17 | 0 | 1  | 149 | – | 45  | +104 | 34Oprykningsspil                      |
| 2 | Morgårdshammars IF (N) | 18 | 13 | 2 | 3  | 98  | – | 47  | +51  | 28                                    |
| 3 | IK Warpen              | 18 | 9  | 1 | 8  | 60  | – | 63  | −3   | 19                                    |
| 4 | Ljusne AIK (O)         | 18 | 8  | 3 | 7  | 70  | – | 82  | −12  | 19                                    |
| 5 | Falu BS                | 18 | 7  | 3 | 8  | 72  | – | 81  | −9   | 17                                    |
| 6 | Ludvika FFI            | 18 | 5  | 5 | 8  | 78  | – | 79  | −1   | 15                                    |
| 7 | Sandvikens IF (O)      | 18 | 7  | 1 | 10 | 58  | – | 74  | −16  | 15                                    |
| 8 | Insjöns IF (O)         | 18 | 6  | 1 | 11 | 51  | – | 75  | −24  | 13Nedrykning til Division III 1964-65 |
| 9 | Alfta GIF              | 18 | 5  | 3 | 10 | 49  | – | 80  | −31  | 13Nedrykning til Division III 1964-65 |
| 10 | Häradsbygdens SS       | 18 | 3  | 1 | 14 | 53  | – | 112 | −59  | 7Nedrykning til Division III 1964-65  |

### Division II Øst B
| \| Nr \| Hold \| K \| V \| U \| T \| Mf \| \| Mi \| +/- \| P \| \| -- \| --------------- \| -- \| -- \| - \| -- \| --- \| - \| --- \| ---- \| ------------------------------------- \| \| 1 \| Hammarby IF \| 18 \| 17 \| 0 \| 1 \| 163 \| – \| 48 \| +115 \| 34Oprykningsspil \| \| 2 \| Tranebergs IF \| 18 \| 13 \| 1 \| 4 \| 85 \| – \| 52 \| +33 \| 27 \| \| 3 \| Nacka SK \| 18 \| 10 \| 2 \| 6 \| 75 \| – \| 77 \| −2 \| 22 \| \| 4 \| Sundbybergs IK \| 18 \| 9 \| 1 \| 8 \| 94 \| – \| 68 \| +26 \| 19 \| \| 5 \| Skuru IK (O) \| 18 \| 9 \| 1 \| 8 \| 84 \| – \| 84 \| 0 \| 19 \| \| 6 \| Karlbergs BK \| 18 \| 8 \| 0 \| 10 \| 65 \| – \| 73 \| −8 \| 16 \| \| 7 \| IFK Lidingö (O) \| 18 \| 8 \| 0 \| 10 \| 55 \| – \| 66 \| −11 \| 16 \| \| 8 \| Mälarhöjdens IK \| 18 \| 7 \| 1 \| 10 \| 52 \| – \| 82 \| −30 \| 15 \| \| 9 \| Kungsholms IF \| 18 \| 3 \| 4 \| 11 \| 70 \| – \| 123 \| −53 \| 10Nedrykning til Division III 1964-65 \| \| 10 \| Solna HC \| 18 \| 0 \| 2 \| 16 \| 42 \| – \| 112 \| −70 \| 2Nedrykning til Division III 1964-65 \| K: Kampe spillet, V: Vundne kampe, U: Uafgjorte kampe, T: Tabte kampe, Mf: Mål for, Mi: Mål imod, +/-: Måldifference, P: Point |                 |    |    |   |    |     |   |     |      |                                       |
| Nr | Hold            | K  | V  | U | T  | Mf  |   | Mi  | +/-  | P                                     |
| 1 | Hammarby IF     | 18 | 17 | 0 | 1  | 163 | – | 48  | +115 | 34Oprykningsspil                      |
| 2 | Tranebergs IF   | 18 | 13 | 1 | 4  | 85  | – | 52  | +33  | 27                                    |
| 3 | Nacka SK        | 18 | 10 | 2 | 6  | 75  | – | 77  | −2   | 22                                    |
| 4 | Sundbybergs IK  | 18 | 9  | 1 | 8  | 94  | – | 68  | +26  | 19                                    |
| 5 | Skuru IK (O)    | 18 | 9  | 1 | 8  | 84  | – | 84  | 0    | 19                                    |
| 6 | Karlbergs BK    | 18 | 8  | 0 | 10 | 65  | – | 73  | −8   | 16                                    |
| 7 | IFK Lidingö (O) | 18 | 8  | 0 | 10 | 55  | – | 66  | −11  | 16                                    |
| 8 | Mälarhöjdens IK | 18 | 7  | 1 | 10 | 52  | – | 82  | −30  | 15                                    |
| 9 | Kungsholms IF   | 18 | 3  | 4 | 11 | 70  | – | 123 | −53  | 10Nedrykning til Division III 1964-65 |
| 10 | Solna HC        | 18 | 0  | 2 | 16 | 42  | – | 112 | −70  | 2Nedrykning til Division III 1964-65  |

## Vest

### Division II Vest A
| \| Nr \| Hold \| K \| V \| U \| T \| Mf \| \| Mi \| +/- \| P \| \| -- \| --------------------- \| -- \| -- \| - \| -- \| --- \| - \| --- \| --- \| ------------------------------------ \| \| 1 \| Fagersta AIK \| 18 \| 17 \| 0 \| 1 \| 118 \| – \| 32 \| +86 \| 34Oprykningsspil \| \| 2 \| Almtuna IS (N) \| 18 \| 14 \| 1 \| 3 \| 98 \| – \| 45 \| +53 \| 29 \| \| 3 \| Avesta BK \| 18 \| 12 \| 0 \| 6 \| 92 \| – \| 55 \| +37 \| 24 \| \| 4 \| IK Westmannia \| 18 \| 11 \| 1 \| 6 \| 81 \| – \| 48 \| +33 \| 23 \| \| 5 \| Hallstahammars SK (O) \| 18 \| 7 \| 3 \| 8 \| 49 \| – \| 83 \| −34 \| 17 \| \| 6 \| IFK Arboga \| 18 \| 8 \| 0 \| 10 \| 79 \| – \| 78 \| +1 \| 16 \| \| 7 \| Surahammars IF \| 18 \| 8 \| 0 \| 10 \| 62 \| – \| 76 \| −14 \| 16 \| \| 8 \| Enköpings SK (O) \| 18 \| 6 \| 1 \| 11 \| 61 \| – \| 91 \| −30 \| 13 \| \| 9 \| IFK Lindesberg \| 18 \| 3 \| 1 \| 14 \| 52 \| – \| 99 \| −47 \| 7Nedrykning til Division III 1964-65 \| \| 10 \| Västerås SK (O) \| 18 \| 0 \| 1 \| 17 \| 31 \| – \| 116 \| −85 \| 1Nedrykning til Division III 1964-65 \| K: Kampe spillet, V: Vundne kampe, U: Uafgjorte kampe, T: Tabte kampe, Mf: Mål for, Mi: Mål imod, +/-: Måldifference, P: Point |                       |    |    |   |    |     |   |     |     |                                      |
| Nr | Hold                  | K  | V  | U | T  | Mf  |   | Mi  | +/- | P                                    |
| 1 | Fagersta AIK          | 18 | 17 | 0 | 1  | 118 | – | 32  | +86 | 34Oprykningsspil                     |
| 2 | Almtuna IS (N)        | 18 | 14 | 1 | 3  | 98  | – | 45  | +53 | 29                                   |
| 3 | Avesta BK             | 18 | 12 | 0 | 6  | 92  | – | 55  | +37 | 24                                   |
| 4 | IK Westmannia         | 18 | 11 | 1 | 6  | 81  | – | 48  | +33 | 23                                   |
| 5 | Hallstahammars SK (O) | 18 | 7  | 3 | 8  | 49  | – | 83  | −34 | 17                                   |
| 6 | IFK Arboga            | 18 | 8  | 0 | 10 | 79  | – | 78  | +1  | 16                                   |
| 7 | Surahammars IF        | 18 | 8  | 0 | 10 | 62  | – | 76  | −14 | 16                                   |
| 8 | Enköpings SK (O)      | 18 | 6  | 1 | 11 | 61  | – | 91  | −30 | 13                                   |
| 9 | IFK Lindesberg        | 18 | 3  | 1 | 14 | 52  | – | 99  | −47 | 7Nedrykning til Division III 1964-65 |
| 10 | Västerås SK (O)       | 18 | 0  | 1 | 17 | 31  | – | 116 | −85 | 1Nedrykning til Division III 1964-65 |

### Division II Vest B
| \| Nr \| Hold \| K \| V \| U \| T \| Mf \| \| Mi \| +/- \| P \| \| -- \| ----------------- \| -- \| -- \| - \| -- \| --- \| - \| --- \| --- \| ------------------------------------- \| \| 1 \| Grums IK (N) \| 18 \| 15 \| 0 \| 3 \| 123 \| – \| 25 \| +98 \| 30Oprykningsspil \| \| 2 \| Färjestads BK \| 18 \| 14 \| 2 \| 2 \| 89 \| – \| 29 \| +60 \| 30 \| \| 3 \| Norrby IF \| 18 \| 13 \| 1 \| 4 \| 87 \| – \| 54 \| +33 \| 27 \| \| 4 \| Forshaga IF \| 18 \| 9 \| 5 \| 4 \| 83 \| – \| 61 \| +22 \| 23 \| \| 5 \| GAIS \| 18 \| 9 \| 2 \| 7 \| 74 \| – \| 70 \| +4 \| 20 \| \| 6 \| Mariestads CK (O) \| 18 \| 7 \| 2 \| 9 \| 57 \| – \| 67 \| −10 \| 16 \| \| 7 \| IFK Munkfors \| 18 \| 5 \| 3 \| 10 \| 53 \| – \| 86 \| −33 \| 13 \| \| 8 \| IFK Arvika (O) \| 18 \| 4 \| 2 \| 12 \| 50 \| – \| 100 \| −50 \| 10Nedrykning til Division III 1964-65 \| \| 9 \| IF Fellows (O) \| 18 \| 4 \| 1 \| 13 \| 43 \| – \| 95 \| −52 \| 9Nedrykning til Division III 1964-65 \| \| 10 \| Tibro IK \| 18 \| 0 \| 2 \| 16 \| 50 \| – \| 122 \| −72 \| 2Nedrykning til Division III 1964-65 \| K: Kampe spillet, V: Vundne kampe, U: Uafgjorte kampe, T: Tabte kampe, Mf: Mål for, Mi: Mål imod, +/-: Måldifference, P: Point |                   |    |    |   |    |     |   |     |     |                                       |
| Nr | Hold              | K  | V  | U | T  | Mf  |   | Mi  | +/- | P                                     |
| 1 | Grums IK (N)      | 18 | 15 | 0 | 3  | 123 | – | 25  | +98 | 30Oprykningsspil                      |
| 2 | Färjestads BK     | 18 | 14 | 2 | 2  | 89  | – | 29  | +60 | 30                                    |
| 3 | Norrby IF         | 18 | 13 | 1 | 4  | 87  | – | 54  | +33 | 27                                    |
| 4 | Forshaga IF       | 18 | 9  | 5 | 4  | 83  | – | 61  | +22 | 23                                    |
| 5 | GAIS              | 18 | 9  | 2 | 7  | 74  | – | 70  | +4  | 20                                    |
| 6 | Mariestads CK (O) | 18 | 7  | 2 | 9  | 57  | – | 67  | −10 | 16                                    |
| 7 | IFK Munkfors      | 18 | 5  | 3 | 10 | 53  | – | 86  | −33 | 13                                    |
| 8 | IFK Arvika (O)    | 18 | 4  | 2 | 12 | 50  | – | 100 | −50 | 10Nedrykning til Division III 1964-65 |
| 9 | IF Fellows (O)    | 18 | 4  | 1 | 13 | 43  | – | 95  | −52 | 9Nedrykning til Division III 1964-65  |
| 10 | Tibro IK          | 18 | 0  | 2 | 16 | 50  | – | 122 | −72 | 2Nedrykning til Division III 1964-65  |

## Syd

### Division II Syd A
| \| Nr \| Hold \| K \| V \| U \| T \| Mf \| \| Mi \| +/- \| P \| \| -- \| ------------------- \| -- \| -- \| - \| -- \| --- \| - \| --- \| ---- \| ------------------------------------ \| \| 1 \| Örebro SK \| 16 \| 13 \| 2 \| 1 \| 113 \| – \| 48 \| +65 \| 28Oprykningsspil \| \| 2 \| IFK Norrköping \| 18 \| 14 \| 0 \| 4 \| 66 \| – \| 38 \| +28 \| 28 \| \| 3 \| BK Remo \| 18 \| 12 \| 1 \| 5 \| 76 \| – \| 56 \| +20 \| 25 \| \| 4 \| BK Kenty \| 18 \| 9 \| 2 \| 7 \| 98 \| – \| 69 \| +29 \| 20 \| \| 5 \| Nyköpings AIK \| 18 \| 8 \| 1 \| 9 \| 71 \| – \| 68 \| +3 \| 17 \| \| 6 \| Nyköpings SK \| 18 \| 7 \| 2 \| 9 \| 74 \| – \| 67 \| +7 \| 16 \| \| 7 \| IK Sleipner \| 18 \| 7 \| 2 \| 9 \| 73 \| – \| 92 \| −19 \| 16 \| \| 8 \| Tranås AIF \| 18 \| 6 \| 2 \| 10 \| 65 \| – \| 51 \| +14 \| 14 \| \| 9 \| Flens IF (O) \| 18 \| 3 \| 2 \| 13 \| 46 \| – \| 91 \| −45 \| 8Nedrykning til Division III 1964-65 \| \| 10 \| Norrköpings AIS (O) \| 18 \| 1 \| 2 \| 15 \| 41 \| – \| 143 \| −102 \| 4Nedrykning til Division III 1964-65 \| K: Kampe spillet, V: Vundne kampe, U: Uafgjorte kampe, T: Tabte kampe, Mf: Mål for, Mi: Mål imod, +/-: Måldifference, P: Point |                     |    |    |   |    |     |   |     |      |                                      |
| Nr | Hold                | K  | V  | U | T  | Mf  |   | Mi  | +/-  | P                                    |
| 1 | Örebro SK           | 16 | 13 | 2 | 1  | 113 | – | 48  | +65  | 28Oprykningsspil                     |
| 2 | IFK Norrköping      | 18 | 14 | 0 | 4  | 66  | – | 38  | +28  | 28                                   |
| 3 | BK Remo             | 18 | 12 | 1 | 5  | 76  | – | 56  | +20  | 25                                   |
| 4 | BK Kenty            | 18 | 9  | 2 | 7  | 98  | – | 69  | +29  | 20                                   |
| 5 | Nyköpings AIK       | 18 | 8  | 1 | 9  | 71  | – | 68  | +3   | 17                                   |
| 6 | Nyköpings SK        | 18 | 7  | 2 | 9  | 74  | – | 67  | +7   | 16                                   |
| 7 | IK Sleipner         | 18 | 7  | 2 | 9  | 73  | – | 92  | −19  | 16                                   |
| 8 | Tranås AIF          | 18 | 6  | 2 | 10 | 65  | – | 51  | +14  | 14                                   |
| 9 | Flens IF (O)        | 18 | 3  | 2 | 13 | 46  | – | 91  | −45  | 8Nedrykning til Division III 1964-65 |
| 10 | Norrköpings AIS (O) | 18 | 1  | 2 | 15 | 41  | – | 143 | −102 | 4Nedrykning til Division III 1964-65 |

### Division II Syd B
| \| Nr \| Hold \| K \| V \| U \| T \| Mf \| \| Mi \| +/- \| P \| \| -- \| -------------------- \| -- \| -- \| - \| -- \| --- \| - \| --- \| --- \| ------------------------------------ \| \| 1 \| Malmö FF \| 18 \| 16 \| 1 \| 1 \| 132 \| – \| 45 \| +87 \| 33Oprykningsspil \| \| 2 \| Vättersnäs IF \| 18 \| 12 \| 1 \| 5 \| 95 \| – \| 64 \| +31 \| 25 \| \| 3 \| Tabergs SK \| 18 \| 11 \| 0 \| 7 \| 105 \| – \| 74 \| +31 \| 22 \| \| 4 \| Husqvarna IF \| 18 \| 10 \| 1 \| 7 \| 90 \| – \| 74 \| +16 \| 21 \| \| 5 \| IF Troja \| 18 \| 8 \| 1 \| 9 \| 86 \| – \| 80 \| +6 \| 17 \| \| 6 \| Växjö IK (O) \| 18 \| 8 \| 1 \| 9 \| 83 \| – \| 97 \| −14 \| 17 \| \| 7 \| Norrahammars GIS (O) \| 18 \| 8 \| 0 \| 10 \| 76 \| – \| 95 \| −19 \| 16 \| \| 8 \| Alvesta SK \| 18 \| 8 \| 0 \| 10 \| 65 \| – \| 97 \| −32 \| 16 \| \| 9 \| IFK Oskarshamn \| 18 \| 3 \| 1 \| 14 \| 55 \| – \| 121 \| −66 \| 7Nedrykning til Division III 1964-65 \| \| 10 \| Tyringe SoSS (O) \| 18 \| 3 \| 0 \| 15 \| 64 \| – \| 104 \| −40 \| 6Nedrykning til Division III 1964-65 \| K: Kampe spillet, V: Vundne kampe, U: Uafgjorte kampe, T: Tabte kampe, Mf: Mål for, Mi: Mål imod, +/-: Måldifference, P: Point |                      |    |    |   |    |     |   |     |     |                                      |
| Nr | Hold                 | K  | V  | U | T  | Mf  |   | Mi  | +/- | P                                    |
| 1 | Malmö FF             | 18 | 16 | 1 | 1  | 132 | – | 45  | +87 | 33Oprykningsspil                     |
| 2 | Vättersnäs IF        | 18 | 12 | 1 | 5  | 95  | – | 64  | +31 | 25                                   |
| 3 | Tabergs SK           | 18 | 11 | 0 | 7  | 105 | – | 74  | +31 | 22                                   |
| 4 | Husqvarna IF         | 18 | 10 | 1 | 7  | 90  | – | 74  | +16 | 21                                   |
| 5 | IF Troja             | 18 | 8  | 1 | 9  | 86  | – | 80  | +6  | 17                                   |
| 6 | Växjö IK (O)         | 18 | 8  | 1 | 9  | 83  | – | 97  | −14 | 17                                   |
| 7 | Norrahammars GIS (O) | 18 | 8  | 0 | 10 | 76  | – | 95  | −19 | 16                                   |
| 8 | Alvesta SK           | 18 | 8  | 0 | 10 | 65  | – | 97  | −32 | 16                                   |
| 9 | IFK Oskarshamn       | 18 | 3  | 1 | 14 | 55  | – | 121 | −66 | 7Nedrykning til Division III 1964-65 |
| 10 | Tyringe SoSS (O)     | 18 | 3  | 0 | 15 | 64  | – | 104 | −40 | 6Nedrykning til Division III 1964-65 |

## Oprykningsspil
I oprykningsspillet spillede de otte puljevindere om fire oprykningspladser til Division I. De otte hold blev inddelt i to nye puljer med fire hold i hver, og i hver pulje spillede holdene om to oprykningspladser.

### Nord
Oprykningsspil Nord havde deltagelse af vinderne af grundspilspuljerne i regionerne Nord og Øst. Holdene spillede en dobbeltturnering alle-mod-alle om to oprykningspladser til Division I.
| \| Nr \| Hold \| K \| V \| U \| T \| Mf \| \| Mi \| +/- \| P \| \| -- \| ----------- \| - \| - \| - \| - \| -- \| - \| -- \| --- \| --------------------------------- \| \| 1 \| IFK Umeå \| 6 \| 3 \| 1 \| 2 \| 31 \| – \| 19 \| +12 \| 7Oprykning til Division I 1964-65 \| \| 2 \| Mora IK (N) \| 6 \| 3 \| 1 \| 2 \| 23 \| – \| 27 \| −4 \| 7Oprykning til Division I 1964-65 \| \| 3 \| Hammarby IF \| 6 \| 3 \| 0 \| 3 \| 21 \| – \| 26 \| −5 \| 6 \| \| 4 \| Piteå IF \| 6 \| 2 \| 0 \| 4 \| 25 \| – \| 28 \| −3 \| 4 \| K: Kampe spillet, V: Vundne kampe, U: Uafgjorte kampe, T: Tabte kampe, Mf: Mål for, Mi: Mål imod, +/-: Måldifference, P: Point |             |   |   |   |   |    |   |    |     |                                   |
| Nr | Hold        | K | V | U | T | Mf |   | Mi | +/- | P                                 |
| 1 | IFK Umeå    | 6 | 3 | 1 | 2 | 31 | – | 19 | +12 | 7Oprykning til Division I 1964-65 |
| 2 | Mora IK (N) | 6 | 3 | 1 | 2 | 23 | – | 27 | −4  | 7Oprykning til Division I 1964-65 |
| 3 | Hammarby IF | 6 | 3 | 0 | 3 | 21 | – | 26 | −5  | 6                                 |
| 4 | Piteå IF    | 6 | 2 | 0 | 4 | 25 | – | 28 | −3  | 4                                 |

### Syd
Oprykningsspil Syd havde deltagelse af vinderne af grundspilspuljerne i regionerne Vest og Syd. Holdene spillede en dobbeltturnering alle-mod-alle om to oprykningspladser til Division I.
| \| Nr \| Hold \| K \| V \| U \| T \| Mf \| \| Mi \| +/- \| P \| \| -- \| ------------ \| - \| - \| - \| - \| -- \| - \| -- \| --- \| ---------------------------------- \| \| 1 \| Malmö FF \| 6 \| 5 \| 0 \| 1 \| 33 \| – \| 19 \| +14 \| 10Oprykning til Division I 1964-65 \| \| 2 \| Grums IK (N) \| 6 \| 5 \| 0 \| 1 \| 28 \| – \| 16 \| +12 \| 10Oprykning til Division I 1964-65 \| \| 3 \| Fagersta AIK \| 6 \| 2 \| 0 \| 4 \| 22 \| – \| 22 \| 0 \| 4 \| \| 4 \| Örebro SK \| 6 \| 0 \| 0 \| 6 \| 18 \| – \| 44 \| −26 \| 0 \| K: Kampe spillet, V: Vundne kampe, U: Uafgjorte kampe, T: Tabte kampe, Mf: Mål for, Mi: Mål imod, +/-: Måldifference, P: Point |              |   |   |   |   |    |   |    |     |                                    |
| Nr | Hold         | K | V | U | T | Mf |   | Mi | +/- | P                                  |
| 1 | Malmö FF     | 6 | 5 | 0 | 1 | 33 | – | 19 | +14 | 10Oprykning til Division I 1964-65 |
| 2 | Grums IK (N) | 6 | 5 | 0 | 1 | 28 | – | 16 | +12 | 10Oprykning til Division I 1964-65 |
| 3 | Fagersta AIK | 6 | 2 | 0 | 4 | 22 | – | 22 | 0   | 4                                  |
| 4 | Örebro SK    | 6 | 0 | 0 | 6 | 18 | – | 44 | −26 | 0                                  |